# Pequiá (Iúna)
Pequiá é um distrito do município brasileiro de Iúna, no interior do estado do Espírito Santo. Segundo o censo demográfico de 2022, realizado pelo Instituto Brasileiro de Geografia e Estatística (IBGE), sua população era de 3 672 habitantes e havia 1 342 domicílios particulares permanentes ocupados. Está situado na região norte do município, na divisa com Minas Gerais.
Foi criado antes de 1911, quando se chamava Santana. Foi renomeado para Pequiá pelo decreto-lei estadual nº 15.177 de 31 de dezembro de 1943.